# Ringe (Duitsland)
De gemeente Ringe telt 1.969 inwoners en behoort tot de Samtgemeinde Emlichheim. Ringe behoort tot het landkreis Graafschap Bentheim en bestaat uit de plaatsen Großringe, Kleinringe en Neugnadenfeld. Het is vooral een landelijke gemeente, de plaats heeft echter een interessante geschiedenis. Albert Stegeman, de burgemeester van Ringe, is eveneens lid van de Duitse Bundestag.

## Geografie
De gemeente bestond voor de Tweede Wereldoorlog grotendeels uit veen- en moerasgebieden. In de Tweede Wereldoorlog zijn deze door krijgsgevangenen ontgonnen en in cultuur gebracht. Hiervoor werd een speciaal krijgsgevangenenkamp Kamp Alexisdorf opgericht. Na de oorlog vonden hier Duitse vluchtelingen (de zogenaamde Heimatvertriebenen) er een tijdelijk opvangadres. Uit dit kamp ontstond een nieuw dorp, dat thans bekendstaat als Neugnadenfeld.
Tegenwoordig zijn er nog maar weinig veen- en moerasgebieden in de gemeente. Natuurbeschermers proberen deze zo veel mogelijk te behouden omdat het als een leefgebied voor enkele bedreigde diersoorten geldt. Deze gronden worden steeds schaarser.
Door de gemeente stroomt de Overijsselse Vecht (Duits: Vechte), die bij Laar de grens met Nederland kruist.

## Economie
De gemeente heeft hoofdzakelijk de landbouw als belangrijkste economische bron. Er vindt nu echter ook kleinschalige industrie en dienstverlening plaats.